# Alexandra von Litauen
Alexandra von Litauen (* um 1360 in Vilnius; † 20. April oder 19. Juni 1434 in Płońsk) war eine Prinzessin von Litauen und eine Schwester von König Władysław II. Jagiełło von Polen.

## Leben
Prinzessin Alexandra wurde als Tochter des Großfürsten Olgierd Alexander von Litauen (~1296–1377) und Juliana Aleksandrovna Tverskaja (Uljana von Twer, ~1330–~1392) geboren. Am 12. Dezember 1385, kurz nach der Union von Krewo kam Herzog Ziemowit IV. von Masowien (~1350–1426) mit Hedwig von Anjou (offiziell als „König“ von Polen bezeichnet) mit ihrem zukünftigen Gemahl Władysław II. Jagiełło überein, keinen Anspruch mehr auf das Königreich Polen zu erheben. Dafür erhielt er als Ausgleichszahlung 10.000 Prager Groschen und das Herzogtum Belz als Lehen. Dieser Pakt wurde durch die Eheschließung Ziemowits mit Alexandra im Jahr 1387 besiegelt.

## Familie
Alexandra hatte mit ihm 12 Kinder.
Söhne
- Ziemowit V. von Masowien (~1389/1390–1442) ⚭ Margarethe von Schlesien-Troppau–Jägerndorf (1410–1459, Tochter von Johann II. von Troppau, Witwe von Kasimir I. von Teschen)
- Władysław I. von Płock (~1395/1411–1455) ⚭ Anna von Schlesien-Oels (Tochter von Konrad von Oels und Wohlau)
- Kasimir II. von Bels oder von Płock und Kujawien (1396/1407–1442) ⚭ Margareta Szamotuły († 1464, spätere Gemahlin von Wenzel von Schlesien-Troppau)
- Alexander von Masowien (1400–1444), Fürstbischof von Trient
- Trojden II. (1403/1406–1427)

Töchter
- Cimburgis von Masowien (~1394–1429) ⚭ Ernst von Österreich (1377–1424)
- Eufemia von Masowien (~1395–1447) ⚭ Boleslaw von Schlesien-Teschen (~1363–1431)
- Hedwig von Masowien (1393– nach 1439) ⚭ János Garai († 1428, auch Johann von Garay)
- Amelia von Masowien (1396/99– nach 1424) ⚭ Wilhelm II. von Meissen (1371–1425)
- Anna von Masowien (1407/1413–1435) ⚭ Michael Žygimantaitis auch Michael Boleslaw von Litauen (vor 1406–1452, als dessen erste Gemahlin)
- Maria von Masowien (~1410–1450) ⚭ Bogislaw von Pommern (~1407/1410–1446)
- Katharine von Masowien († 1475) ⚭ Michael Žygimantaitis auch Michael Bolesław von Litauen (vor 1406–1452, als dessen dritte Gemahlin)

Zu ihren Geschwistern gehören Kenna (Johanna) von Litauen († 1368, spätere Gemahlin von Kasimir IV. von Pommern) und Jogaila von Litauen (später König Władysław II. Jagiełło).